# Мира Васиљевић
Мира Васиљевић (Рипањ, 25. новембар 1934 — Београд, 23. март 2019) била је српска певачица народне музике.

## Каријера
Рођена је 25. новембра 1934. године у Рипњу, крај Београда. Своју каријеру је започела 1961, када је постала солиста Радио Београда. 1965. је снимила своју прву плочу, „Девојачка клетва” са композитором и хармоникашем Буцом Јовановићем. Поред „Девојачке клетве”, Мира је снимила још три плоче са Буцом Јовановићем: „Зашто ме остави”, „Никада нећу волети” и „Дођи ми драгане”, дуетску плочу са Лепом Лукић.
У том периоду крајем шездесетих, Мира је снимала и са композиторима Илијом Спасојевићем и Тозовцем. Са Илијом Спасојевићем је снимила „Живот пише успомене”, „Данас ми је драгом рођендан” и дуетску плочу са Томом Ђорђевићем „Далеко ти си сада”. Са Томом Ђорђевићем Мира је снимила још једну дуетску плочу, „Када сам те драга срео” са ансамблом Ануса Габрића. 1970. Мира постаје и комплетан кантаутор снимајући плочу са четири сопствене композиције, Сини муњо, Немој да ме кунеш, Празан медаљон и Код друге утеху тражи са ансамблом Жарка Јосиповића Скуле и постаје једна од најпопуларнијих певачица, уз у сам врх са Лепом Лукић и Силваном Арменулић.
Мира је све ово време радила и као наставница музичког образовања по разним школама, али после великог успеха и популарности, Мира је престала да ради као наставница и посветила се само певању.
После успеха плоче, Мира је наставила са компоновањем и снимањем плоча Очи су му као кремен, Коцкар, Момак за једно вече, Из дана у дан, такође са ансамблом Жарка Јосиповића Скуле. 1973. је наступила на Београдском Сабору са песмом Петра Танасијевића, „Зри, зри тамњаника” и освојила прву награду.
Те исте године као специјални гост Мира је гостовала у Сокобањи на такмичењу за прву хармонику. Гледајући сестре Драгицу и Славицу Јанковић које су се такмичиле као дует хармоника, Мира је дошла на идеју да оснује чисто женски ансамбл. По повратку у Београд Мира се обраћа својим колегиницама и пријатељицама Вери Ивковић и Анђелки Говедаревић о формирању једног женског вокално-инструменталног ансамбла. Обе прихватају идеју и обраћају се Радио Београду за још један вокал и добијају Гордану Лазаревић. Следе месеци вежбања, кореографије, режирања програма на коме је радио Јован Ристић и наравно бирање име за ансамбл. Ансамбл је добио име „Ђердан” коме је кумовао Мирин супруг, Миша. После неколико месеци пробе ансамбл се појавио пред публиком. То је било нешто ново и невиђено и било је похвала са свих страна. То је било једно шаренило и за око и за уво. Позиви за гостовање су стизали са свих страна бивше Југославије и слободних дана за ове уметнице готово да није ни било. Има дана када су одржавале и по два-три концерта у исти дан. Ђердан је постао синоним квалитета о коме је годинама па и до данашњег дана водила бригу Мира Васиљевић. Чланице су се смењивале и њихово место су заузимале младе талентоване девојке које су желеле да уче и многе су данас постале познате али и признате јер су каријеру градиле код музичког педагога Мире Васиљевић и то им је била одскочна даска у каријери. Поред Вере Ивковић, Анђелке Говедаревић, Гордане Лазаревић у Ђердану су певале и Гордана Стојићевић, Изворинка Милошевић, Снежана Ђуришић, Деса Вуковић, Драгана Лазаревић, Биљана Трмчић, Јована Хаџић, Снежана Ђердан, Јасна Ђокић. Мира је остала упамћена по великом броју хуманитарних концерата и турнеја које је организовала за болесну децу. Била је велики хуманитарац и увек се радо одазивала бројним акцијама за болесну децу.
Снежана Ђердан и остале чланице групе „Ђердан” су припремиле изненађење у емисији Све за љубав РТВ Пинк Мири Васиљевић, емисија је емитована у четвртак 26. јула 2007. тада је Мири уручена монографија о њој. Последњи Мирин јавни наступ био је у јануару 2014. на концерту посвећеном рано преминулој Вери Ивковић, иначе чланици „Ђердана”. Мира је том приликом одржала потресан говор при чему је и заплакала. Остала је упамћена по песмама „Године су пролазиле”, „Зри тамјаника”, „Јело, Јелице”, „Сини муњо”, „Мој драгане”, „Живот пише успомене” и многим другим песмама.
За свој дугогодишњи рад и допринос народној музици добила је бројна признања, међу којима је и Естрадно-музичка награда за животно дело коју јој је 2017. године доделио Савез естрадно-музичких уметника Србије.

## Смрт
Преминула је ујутру 23. марта 2019. године, у 84. години, а боловала је од Паркинсонове болести. Сахрањена је на Новом гробљу у Београду.

## Фестивали
- 1969. Београдски сабор — Када зориш, зоро моја
- 1973. Београдски сабор — Зри, зри тамјаника, зри, победничка песма
- 1975. Хит парада — Шумадија у јесење дане (са групом Ђердан)
- 1977. Хит лета — Сеоски вашар (са групом Ђердан)
- 1978. Хит парада — Поноћ већ је прошла (са групом Ђердан)
- 1983. Хит парада - Нана једну, а ја две (са групом Ђердан)